# Idiomacromerus urospermi
Idiomacromerus urospermi is een vliesvleugelig insect uit de familie Torymidae. De wetenschappelijke naam is voor het eerst geldig gepubliceerd in 2004 door Askew.